# Johannes Singer (Theologe)
Johannes Singer (* 11. Oktober 1921 in Schiedlberg; † 2007) war ein österreichischer römisch-katholischer Theologe.

## Leben
Er lehrte von 1971 bis 1992 als ordentlicher Professor an der Katholisch-Theologischen Hochschule Linz, deren Rektor er drei Perioden war. 

## Auszeichnungen und Ehrungen
- Ehrenprälat Seiner Heiligkeit (1988)
- Silbernes Ehrenzeichen des Landes Oberösterreich 1997

## Schriften (Auswahl)
- mit Wilhelm Zauner: Zeichen der Hoffnung. Sakramente und Sakramentalien (= ORF-Studienprogramm). Herder, Wien/Freiburg im Breisgau/Basel 1982, ISBN 3-210-24697-1.